# Еруптивний цикл

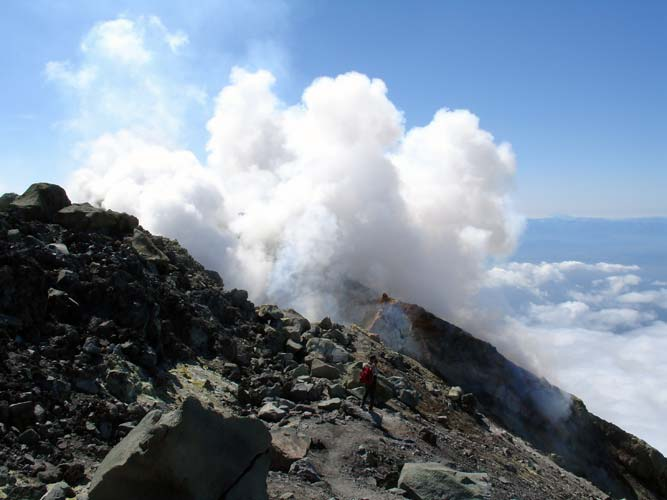
Найбільший фумарол вулкана Авачинська Сопка. Дими, що виділяються з фумарола, видні за десятки кілометрів в ясну погоду і при вигідному напрямі вітру

Еруптивний цикл (Пійп, 1956) — діяльність вулкана (термінального кратера) в проміжку між двома тривалими (умовно > 1 року) періодами спокою або сольфатарно-фумарольної діяльності.

## Приклади
- Вулкан Безіменний Ключевської групи (Камчатка) за останні 2500 років мав еруптивні цикли в межах 100—400 років. Нині цей вулкан має еруптивний цикл — 50 років.[1]